# Titularbistum Vicus Caesaris
Vicus Caesaris (ital.: Vico di Cesare) ist ein Titularbistum der römisch-katholischen Kirche.
Der antike Bischofssitz lag in Numidien, einer historischen Landschaft in Nordafrika, die weite Teile der heutigen Staaten Tunesien und Algerien umfasst.
| Titularbischöfe von Vicus Caesaris |                           |                                                                                      |                |                 |
| Nr.                                | Name                      | Amt                                                                                  | von            | bis             |
| 1                                  | Manuel Edmilson da Cruz   | Weihbischof in São Luís do Maranhão (Brasilien) Weihbischof in Fortaleza (Brasilien) | 8. August 1966 | 18. Mai 1994    |
| 2                                  | Precioso D. Cantillas SDB | Weihbischof in Cebu (Philippinen)                                                    | 31. Mai 1995   | 20. Januar 1998 |
| 3                                  | Mário Pasqualotto PIME    | Weihbischof in Manaus (Brasilien)                                                    | 2. Juni 1999   |                 |